# Friendster
Friendster — одна из первых социальных сетей в мире, основанная в 2002 году Джонатаном Абрамсом.

## История
Friendster начал свою работу в виде сайта знакомства. Он был разработан Джонатаном Абрамсом в 2002 году как конкурент Match.com. Пока остальные сайты знакомств только сводили двух неизвестных людей, Friendster помогал встречаться друзьям, что основано на предположении, что друзья будут лучшей парой. В первые 3 месяца на сайте было зарегистрировано 3 миллиона пользователей, что повлияло на популярность сайта. Интерфейс пользователя, имеющий много общего с тем, который можно было бы найти на сайтах знакомств, похоже, способствовал успеху. На сайте показывались связи, соединяющие людей.
Уже спустя год после запуска, Friendster имел больше трёх миллионов зарегистрированных пользователей и огромный инвестиционный интерес. Хотя сервис с тех пор столкнулся с большим количеством технических трудностей, сомнительных управленческих решений, и снижением интереса в Северной Америке, он оставался популярным в Азии, например на Филиппинах.
В 2012 году на Friendster было зарегистрировано 115 миллионов пользователей. Со временем у сайта появилось много конкурентов: MySpace, LinkedIn и Facebook, вследствие этого популярность сайта и прибыль стали падать. 14 июня 2015 года работа службы была официально "приостановлена".